# リカルド・ヴィラロボス
リカルド・ヴィラロボス（Ricardo Villalobos、1970年8月6日 - ）は、チリ出身のエレクトロニック・ダンス・ミュージックを軸に活動するミュージシャン、DJである。
ペルロン・レーベルの看板ミュージシャンであり、テクノやハウスのスタイルの一つであるミニマルを代表する。

## 略歴
チリ生まれだが、チリ・クーデターの影響で3歳の頃ドイツに亡命した。彼の音楽は家族からの影響が強く、特に父方の親戚であるビオレータ・パラはチリでもっとも重要なアーティストと語っている。子供の頃はギターにも挑戦したが、それ以上にコンガやボンゴといったパーカッションを何時間もセッションしていた。学生時代はラテン・ロックのようなバンドでパーカッションを担当していたが、15歳の頃にデペッシュ・モードを聞きエレクトロニック・ミュージックへ関心が移った。DJ活動や、Playhouseのメンバーとはこの頃に出合った。
1993年には、自身も大きく関わったPlacid Flavourというレーベルで作品をリリースした。当時の音楽活動の様子はResident Advisorが触れている。同レーベルで少なからず活動を続け、1995年にはPlayhouseからも作品をリリースしたが、本格的に活動を始めるのは1990年代後半からである。Frisbee TracksやLo-Fi Stereoで活躍し、1999年にはペルロンでの活動を開始した。
2000年代前半、彼の音楽性はクリックハウスやマイクロハウスと呼ばれていたが、それらのジャンルやテクノに対して全てハウスが軸であると語っている。
ミュージシャンとしては、Resident Advisorの2000年代のトップ・アルバム100枚において『Alcachofa』が1位、『Thé Au Harem d'Archimède』が74位。ピッチフォーク・メディアの2000年代のトップ・アルバム200枚において『Alcachofa』が165位を獲得する等の評価を得ている。
DJとしては、Resident Advisorの年間DJランキングにおいて、2007年、2008年、2010年に1位を獲得し、8年連続トップ10入りを果たし、2014年現在も記録を更新中である。

## ディスコグラフィ
※「3x12"」は3枚組の12インチレコード、「2xCD」は2枚組のCD。

### スタジオ・アルバム
- Alcachofa+Alcachofa Tools (2003年、Playhouse) ※3x12"+12"。CD版の限定曲をほぼレコード化した『Alcachofa Tools』には1曲限定曲が含まれ、レコード限定曲の合計は約30分。CD版は「Y.G.H」と、発表済みの「What You Say Is More Than I Can Say」の編集版の2曲が限定曲。
- Thé Au Harem D'Archimède (2004年、Perlon) ※3x12"。CD版では1曲目が5分程度省略され、「Stereobox」という楽曲が収録されていない。
- Sei Es Drum (2007年、Sei Es Drum) ※3x12"。『Fabric 36』に使われた曲を一部収録し、自主レーベル名を冠した作品。
- Re:ECM (2011年、ECM) ※2xCD。with Max Loderbauer
- Dependent and Happy (2012年、Perlon) ※6x12"。Part1-4に区切られ、1と2が「2x12"」で3と4は「12"」、約140分。CD版はその中からミックスされた約80分。
- Empirical House (2017年)

### シングル、EP（ソロ）
- (1993年、Placid Flavour)12"『Sinus Poetry EP』
- (1995年、Ladomat 2000、Playhouse)LP『The Contempt』  - 版により曲の長さ、曲名が異なる。2004年のPlayhouse Back Upにおいては2曲40分。
- (1996年、Hörspielmusik)12"『N-DRA』
- (1996年、Research)12"『MDMA / Bosch』 - Richard Wolfsdorf名義
- (1998年、Lo-Fi Stereo)12"『Heike』
- (1999年、Lo-Fi Stereo)12"『808 the Bassqueen』
- (1998年、Frisbee Tracks)12"『Salvador』
- (1999年、Frisbee Tracks)12"『Pino Jet Explosion』
- (1999年、Perlon)12"『Frank Mueller Melodram』
- (2000年、Below)12"『Tia』 - Richard Wolfsdorf名義
- (2000年、Playhouse)12"『Ibiza99』
- (2000年、Playhouse)12"『Luna』
- (2000年、Frisbee Tracks)12"『Que Belle Epoque』
- (2001年、Perlon)12"『Bredow / Damm 3』
- (2002年、Playhouse)12"『Halma』
- (2002年、Linear)12"『Nordhorn』 - Termiten名義
- (2005年、Gold & Liebe Tonträger)12"『Buena Onda』 - Richard Wolfsdorf名義
- (2005年、Cadenza)2x12"『Achso』  - 四曲50分。CDでもリリースされた。
- (2005年、Perlon)12"『Chromosul』
- (2005年、For Disco Only)12"『For Disco Only 2』
- (2006年、Perlon)2x12"『What's Wrong My Friends?』 - 四曲50分。
- (2006年、Playhouse)12"『Fizheuer Zieheuer』  - 二面に分けられた35分一曲。CD版はリミックスのような35分一曲を含む約70分のシングル。Blehorkestar Bakija Bakicの楽曲Pobjednicki Cocekをサンプリングした物。
- (2008年、Sei Es Drum)12"『Enfants』  - マグマ (バンド)のクリスチャン・ヴァンデが1995年に結成25周年記念コンサートで100人の子供と共にアルバム呪われし地球人たちへを作り直した『BABA YAGA LA SORCIERE』をサンプリングした物。
- (2008年、Perlon)2x12"+12"『Vasco EP Part1、2』 - A面に原曲B面にリミックス。CD版ではリミックス楽曲は省略されMinimoonstarはFull Session版になり一曲追加され合計は約70分。
- (2012年、Raum...musik)12"『Baby EP』
- (2012年、Perlon)12"『Any Ideas / Emilio』

### ミックスCD、コンピレーション・アルバム
- (2002年、Goodlife Records)CD『Love Family Trax』 - ミックスCD、左右のチャンネルがずれた欠陥を抱えた作品。
- (2003年、Cocoon Recordings)CD『In The Mix: Taka Taka』 - ミックスCD
- (2005年、Cocoon Recordings)2xCD『In The Mix - Green & Blue』 - ミックスCD、Loco DiceとのCD二枚組作品でそれぞれ一枚担当する。
- (2007年、Fabric)CD『Fabric 36』 - ミックスCD。一部が2007年のアルバムSei Es Drumに収録されたが多くが限定曲。このシリーズでは珍しく全曲アーティストが関わった楽曲で構成されている。
- (2008年、Frisbee Tracks)CD『Salvador』 - 1999年頃Frisbee Tracksでリリースした物と、Señor Coconut(Atom™)のリミックスをまとめたコンピレーションアルバム。

### Max Loderbauerとの共作
リミックス作業
- (2011年、Honest Jon's Records)12"『Meet Tshetsha Boys』  - Peverelistとのスプリット・リミックスシングルに一曲参加。このシングルは2012年にCDで発表されたコンピレーションアルバム『Shangaan Shake』に完全収録された。
- (2011年、Echocord)12"『Latoma EP』  - 親交の深いVladislav Delayのシングルにリミキサーとして1曲参加。
- (2012年、M=Minimal)CD『Zug - Reshaped And Remodeled』  - 2011年に他界したコンラッド・シュニッツラーの1974年の作品のリミックスアルバム。2曲35分参加。
- (2012年、Cooking Vinyl)12"『Soulman』  - ジ・オーブ featuring リー・ペリーによる楽曲『Soulman』のリミックスシングル。2曲20分参加。
- (2012年、FatCat Records)CD『Salon Des Amateurs Remixes』  - ハウシュカのアルバム『Salon Des Amateurs』のリミックスアルバムに1曲参加。 Vladislav Delayも参加。
- (2012年、Ostgut Ton_Unterton)12"『Remixes』  - Max Loderbauerと共にNSIを組むTobias Freundのリミックスシングルに1曲参加。
- (2013年、Metroplex)12"『Dark Side』  - Audio Tech（ホアン・アトキンス）にマーク・エルネストゥスが参加した物に、1曲参加。デジタル配信ではその45分の完全版が収録。
- (2014年、Rockets & Ponies)12"『Remixes』  - ウォルフガング・ハフナーのリミックスシングルに1曲参加。同じカタログ番号が当てられたデジタル配信ではリミックスアルバムとなっており、2曲30分が追加され約45分とアルバムの大半を占める。
- (2014年、Smalltown Supersound)12"『Everything』  - ネナ・チェリーのリミックスシングルに参加。2曲20分。

### その他
- (2013年、Perlon)12"『Turbo Sematic EP』 - Tea TimeとAzeemが参加したシングル。
- (2013年、Air Texture)2xCD『Air Texture Volume III』 - 2人のアーティストがそれぞれCD1枚ずつコンピレーションアルバムを作るシリーズ3作目に、DeadbeatのCDに一曲提供。Max Loderbauerが1990年代活躍したSun Electric繋がりか、同メンバーであるTom Thielや、監督を務めたThomas Fehlmannが参加し、Tom Thielが所属するBusやDeadbeatが活躍した~scape主宰するPole(Stefan Betke)が参加し、他にはNSI繋がりでTobias Freundも参加している。

Sun Electricとヴィラロボスの接近は2008年のToninas (Remixes)にて確認できる。
それ以前には、Odd Machine（Ricardo Villalobos, Tobias Freund + Atom™）が2007年に作品を発表しており、Pink Elln（Tobias Freund） & Atom Heartは1993年にOngaku Musik(Playhouseの親レーベル)より作品を発表している。